# Bouquet (Argentina)
Bouquet es una localidad argentina ubicada en el departamento Belgrano a 192 km de la ciudad capital provincial Santa Fe y a 6 kilómetros del límite con la provincia de Córdoba. Los orígenes del pueblo se remontan a 1910 cuando la por entonces Colonia Jewell surgió como una estación del ferrocarril Central Argentino que unía Villa María y Las Rosas.

## Historia
- 1908: el Gobierno nacional promulga la ley que autoriza la construcción del ramal de ferrocarril Las Rosas – Bouquet. Inmediatamente comienzan a trabajar para conseguir los terrenos por donde pasarían las vías. Para obtenerlos se contactan con Otto Bantle, quien acepta donarlos para ese fin.
- 1909: el Ferrocarril Central Argentino construye una estación de trenes en el km 31,4;
- Principios de 1910: con la idea de crear un pueblo junto a la estación, el Sr. Bantle hace edificar la primera vivienda de Bouquet, en la actual esquina de Nueve de Julio y Veinticinco de Mayo. La presta o arrienda a un tal Fulvio Sivieri. (En el año 2005 la casa es propiedad de su nieto, Eriberto E. Bantle).
- 1910: se levantan dos casas más y la primera pulpería de ramos generales.
- 19 de septiembre de 1910: se habilita la estación de trenes. Esta es la fecha que actualmente se toma como creación del pueblo. Los promotores del pueblo fueron Otto Bantle, Victorio de Lorenzi y Augusto Schanck, quienes contrataron al ingeniero civil Benno Jorge Schanck para planificarlo.
- 1911: llega el primer tren con más de 700 pasajeros;
- 12 de septiembre de 1912: posiblemente a pedido de las hijas del exsenador Carlos María Bouquet ―suegro del entonces presidente de la Nación José Figueroa Alcorta y antiguo propietario de estas tierras―, el entonces ministro de Obras Públicas Exequiel Ramos Mexía resuelve que la estación 2.ª 31.400 se denomine Bouquet.
- 27 de diciembre de 1912: la oficina de catastro de Rosario registra el nuevo asentamiento en el Tº 13 Belgrano, Fº 65 N.º 29554.
- 1916: se traza el perímetro de la plaza Manuel Belgrano.
- 1917: varios jóvenes fundan el Club Atlético Bouquet.
- 1919: se inaugura la primera peluquería del pueblo.
- 1920 se funda la Escuela Primaria Nacional n.º 207, bajo la Ley Láinez.
- 1923: se crea el Registro Civil.
- 4 de diciembre de 1925: se crea la comisión de fomento y comuna de Bouquet.
- 1929: comienza la construcción del cementerio.
- 1930: llega y sale el primer ómnibus de pasajeros.
- 1932: el Sr. Luis Torchio inaugura una pequeña central eléctrica de corriente continua, que funcionaba unas pocas horas, entre el atardecer y la medianoche.
- 1933 (16 de julio): el Sr. Luis Torchio comienza a operar su equipo de radioaficionado (que actualmente se halla en el Museo de la Comuna).
- 1936: se inaugura el cine Astral, que proyecta películas mudas
- 1940: se inaugura la oficina de correo.
- 1948: el médico rosarino Herminio Blotta (1919-2010, hijo del escultor Erminio Blotta) ―que entre 1945 y 1952 fue el único médico en la zona― crea el dispensario.
- 1950: se inaugura la Cooperativa Agrícola Ganadera.
- 1951 (17 de agosto): en la plaza General Belgrano se inaugura el busto del general José de San Martín, obra del escultor Erminio Blotta (1892-1976)
- 1953 (11 de julio): en la plaza Belgrano se inaugura el busto de Eva Perón, obra de Erminio Blotta. En 1955, durante la dictadura militar, fue sustraído y enterrado; se desconoce su paradero.
- 1958: se inaugura la capilla de Bouquet.
- 1965: llega la primera línea telefónica.
- 1969: se inaugura la biblioteca popular.
- 1973: se crea el escudo de Bouquet.
- 1975: se inaugura el centro de jubilados.
- 1982: se inaugura el primer barrio FoNaVi (Fondo Nacional de la Vivienda).
- 1983: se pavimentan las calles del pueblo.
- 1984: se funda el colegio secundario.
- 1987: se inaugura el sanatorio de Bouquet.
- 1993: se inaugura el boletín bimestral Crisol.
- 1994: se inaugura el hogar de ancianos.
- 1996: se inaugura el comedor escolar.[2]
- 2002 (31 de diciembre): se inaugura la emisora FM, Radio Horizonte, emprendimiento desarrollado por el señor Julián Moreyra.[3] Esta posibilidad comunicacional le ha dado a la localidad la importancia suficiente a la hora de hacer conocer su situación general.

- Bouquet TV Cable SRL, señal de televisión por cable.

### Asistencia médica
- 1915: Dr. Rogelio Cavaini; farmacéutico Ignacio Lisiaga
- 1945: Dr. Herminio Blotta (1919-2010) hasta 1952, en que se muda a Rosario como médico jefe del "Hogar Escuela Juan Perón" (en Granadero Baigorria).
- 1952: Dr. Jesús Pérez
- 1963: Dr. Jorge Beduino
- 1968: Dr. Rey
- 1969: Boris Kaller

actualidad (2012)
- Dr. Adrián Casagrande
- Dr. César Coronel
- Bioquímico: Dr. Alejandro Valente
- Odontólogos: Dr. Norberto Giuliano, Dra. Andrea Orlandini
- Farmacéutica: Verónica Rosso

## Cultura

### Escuelas de educación común y adultos
- Escuela "Gral. Manuel Belgrano Nº 1223" J.C.A.A.
- Escuela "Santiago del Estero" N.º 6.207 (comenzó como "Escuela Láinez" o sea Nacional)
- Escuela General San Martín
- Centro de Alfabetización n.º 210
- EESO n.º 352
- Anexo EEMPA n.º 1287

## Santo patrono
- Patrono de Bouquet: San Pedro

### La «Fiesta de la Cultura»
Desde 1992, el primer sábado de enero de cada año la comuna de Bouquet organiza la Fiesta Anual de la Cultura, con el propósito de mostrar a la comunidad el resultado de los diferentes talleres que se implementaron durante el ciclo lectivo.
Desde entonces, ante la solicitud de artistas de la región, proceden a realizar un intercambio cultural, no solo con otras comunas de la provincia de Santa Fe sino también de Córdoba.
El evento se realiza al aire libre frente a la Casa de la Cultura emplazada sobre el parque del ferrocarril, demarcada por los stands de la feria de artesanos.
Esta fiesta distingue e identifica a Bouquet y ha adquirido importancia regional por el nivel artístico y la cantidad de espectadores que concurre, por lo que se ha solicitado a través de la Cámara de Senadores su declaración de interés provincial.

## Comisión del Centenario
A partir del 19 de septiembre de 2009, se encontró plenamente activas las actividades por el Centenario, por parte de una Comisión ad hoc, que realizó finalmente el 19 de septiembre de 2010, un homenaje por su centenario y a sus creadores, y a la comunidad toda.
El 19 de septiembre de 2010 se hizo el Almuerzo del Centenario, en el Salón de los Bomberos Voluntarios de Bouquet, conmemorando el centenario de la localidad.

## Personajes reconocidos
- Roberto Carlos Pato Abbondanzieri (1972-), exfutbolista, arquero de la Selección Argentina de Fútbol, del club Rosario Central, del club Boca Juniors (Buenos Aires), del Getafe (España) y del Internacional.

## Geografía

### Localidades y parajes
- Bouquet

Parajes
- Campo Bantle
- La Margarita
- La Oriental
- Las Liebres
- Lussino

Bouquet se conecta con la RN 9 Autopista Rosario-Córdoba mediante la ruta provincial RP 65
Se comunica con el resto del país y el mundo a través del servicio de telecomunicaciones brindado por la Cotelbo (Cooperativa Telefónica y Otros Servicios de Bouquet Ltda, entidad que brinda además el servicio de Internet.
- Existe un circuito de carreras de ciclomotores y karting denominado El Majestuoso.

### Población
Cuenta con 1,462 habitantes (Indec, 2010), lo que representa un incremento frente a los 1,446 habitantes (Indec, 2001) del censo anterior.
| Gráfica de evolución demográfica de Bouquet entre 1991 y 2010 |
|                                                               |
| Fuente: censos nacionales del INDEC                           |

### Circunvalación
El pueblo cuenta con una circunvalación, que corre por el lado sur de la localidad, denominada «variante circunvalación de Bouquet», con una longitud de 6048 metros. Desde esta variante se encuentra el acceso a Bouquet, con una longitud de 349 m.
Al finalizar la variante circunvalación a Bouquet, la traza se desplaza paralela a las vías férreas hasta el canal San Antonio (que funge como límite con la provincia de Córdoba), distante 6 km. El perfil transversal establece un ancho de zona de camino de 40 m.
Cabe destacar que se realizará un traslado de alambrados existentes, entre las progresivas km 0+200 a progresivas km 15+050 y desde progresivas km 20+700 a progresivas km 26+350. El coronamiento del terraplén es de 13 m, el ancho de calzada de 7 m y las banquinas de 3 m a ambos lados.
Los taludes de terraplén se adoptaron 1,3 m para alturas menores a 1,50 metros y 1:2,5 para alturas mayores, el ancho de solera mínima de cuneta se fija en 1,20 m y el contratalud mínimo de 1:1,5.

### Depósito de residuos domiciliarios
Este depósito se encuentra a 5 km de la localidad, cercano al canal San Antonio y a 400 m de la RP 65. Con esta obra se erradicó definitivamente el basural a cielo abierto que existía en el sudoeste del pueblo. Fueron iniciados ya los trabajos de cerramiento perimetral con alambrado olímpico, la construcción de un tapial del lado sur, la casa del encargado y la forestación. Se instalará una máquina prensadora fabricada en Maestranza Comunal, que tendrá como principal objetivo separar y compactar cada tipo de residuos, para proceder luego a la venta de los que corresponden y enterramiento únicamente de los que se denominan orgánicos.

### Iluminación de enlace
Con 14 columnas de 9 m de altura sobre la ruta provincial N.º 65 y otras 11 sobre la zona del cantero central de acceso a la localidad de Bouquet.

### Asociación de municipios del este cordobés y oeste santafesino
Los municipios que la integran son:
- Leones
- Saira
- Noetinger
- Cintra (provincia de Córdoba)
- San Marcos Sud
- Camilo Aldao
- Alicia (provincia de Córdoba)
- El Fortín
- Las Parejas
- El Trébol
- Armstrong

las comunas de
- Bouquet
- Carlos Pellegrini
- Piamonte
- María Susana
- Montes de Oca
- Tortugas
- Villa Eloísa

La entidad ―con domicilio en calle Belgrano 480 de la localidad de Bouquet― cuenta con estatuto y personería jurídica otorgada por Resolución n.º 624 de la provincia de Santa Fe.

### Ubicación geográfica y datos del tiempo
- FallingRain.com (coordenadas geográficas e imágenes satelitales).
- TuTiempo.net (coordenadas geográficas).
- Imagen Google

- Datos: Q2094271
- Multimedia: Bouquet, Santa Fe / Q2094271